# The Red Dragon
The Red Dragon este un film american regizat de Phil Rosen. Protagoniștii filmului sunt Sidney Toler ca Charlie Chan și Fortunio Bonanova ca Insp. Luis Carvero.